# Nessetal
Nessetal ist eine Landgemeinde im Landkreis Gotha im deutschen Freistaat Thüringen. Sie besteht aus elf Ortschaften und übernahm mit ihrer Gründung 2019 die Aufgaben der Verwaltungsgemeinschaft Mittleres Nessetal. Namensgebend ist die Nesse, ein Nebenfluss der Hörsel.

## Geographie
Die Landgemeinde besteht aus den Ortschaften Ballstädt, Brüheim, Bufleben (mit Hausen und Pfullendorf), Friedrichswerth, Goldbach, Haina, Hochheim, Remstädt, Wangenheim, Warza und Westhausen.

## Geschichte

### Gründung der Landgemeinde
Im Rahmen der freiwilligen Zusammenschlüsse der Gebietsreform 2019 verständigten sich elf der zwölf Mitgliedsgemeinden der Verwaltungsgemeinschaft Mittleres Nessetal auf eine Fusion zum 1. Januar 2019. Die Gemeinde Sonneborn ging diesen Schritt nicht mit, so dass seither Nessetal erfüllende Gemeinde für die Gemeinde Sonneborn ist.

### Einwohnerentwicklung
In der nachstehenden Tabelle ist die Entwicklung der Einwohnerzahl seit der Gründung der Landgemeinde 2019 dargestellt. Ermittelt wurden die Werte jeweils zum Stichtag 31. Dezember.
| Jahr | Einwohner |
| ---- | --------- |
| 2019 | 7939      |
| 2020 | 7914      |
| 2021 | 7905      |
| 2022 | 7849      |

## Politik

### Gemeinderat
Der Gemeinderat der Gemeinde Nessetal  hat 20 Sitze. Seit der Gemeinderatswahl am 26. Mai 2024 mit einer Wahlbeteiligung von 70,6 % setzt er sich folgendermaßen zusammen (mit Vergleichszahlen der Wahl 2019):
| Partei/Liste          | Stimmenanteil | Sitze |                  | 2019 |
| Freie Wähler Nessetal | 71,0 %        | 14    | 60,2 %, 12 Sitze |      |
| CDU                   | 12,8 %        | 3     | 20,9 %, 4 Sitze  |      |
| Wir für das Nessetal  | 8,3 %         | 2     | 9,7 %, 2 Sitze   |      |
| FDP                   | 7,8 %         | 1     | 9,3 %, 2 Sitze   |      |

### Bürgermeisterin
Bei der erstmaligen Wahl zum hauptamtlichen Bürgermeister der Gemeinde Nessetal am 26. Mai 2019 setzte sich bei einer Wahlbeteiligung von 68,1 % Eva-Marie Schuchardt, die Kandidatin der Freien Wähler Nessetal, mit 54,8 % der abgegebenen gültigen Stimmen im ersten Wahlgang gegen drei andere Mitbewerber durch. Am 18. Mai 2025 wurde Schuchardt mit 52,3 % der abgegebenen gültigen Stimmen bei einem Mitbewerber für eine zweite Amtszeit gewählt.

## Wirtschaft und Infrastruktur
Die Landgemeinde ist Mitglied in drei Wasser- und Abwasserzweckverbänden. Die Gemarkungen der Ortschaften Brüheim, Haina, Friedrichswerth, Wangenheim werden durch den Wasser- und Abwasserzweckverband Mittleres Nessetal ver- und entsorgt, Ballstädt wird vom Abwasserzweckverband „Mittlere Unstrut“ entsorgt und mit Wasser vom Wasser- und Abwasserzweckverband Gotha und Landkreisgemeinden versorgt. Das restliche Gemeindegebiet ver- und entsorgt der Wasser- und Abwasserzweckverband Gotha und Landkreisgemeinden.